# فرناندو کاروایو
فرناندو کاروایو (اسپانیایی: Fernando Carvallo‎؛ زادهٔ ۲۴ سپتامبر ۱۹۴۸) بازیکن سابق و مربی فوتبال اهل شیلی است.
از باشگاه‌هایی که در آن بازی کرده‌است می‌توان به باشگاه فوتبال یونیورسیداد کاتولیکا و باشگاه فوتبال کادیس اشاره کرد.
وی همچنین در تیم ملی فوتبال شیلی بازی کرده‌است.